# Atlanta (Illinois)
Pour les articles homonymes, voir Atlanta (homonymie).
Atlanta est une ville américaine située dans le comté de Logan, dans l’Illinois. Lors du recensement de 2010, sa population s’élevait à 1 692 habitants.
Atlanta se trouve sur le tracé de la route historique U.S. Route 66.

## Histoire
Fondée en 1853 sous le nom de Xenia, la localité a adopté son nom actuel deux ans plus tard.

## Source
- (en) Cet article est partiellement ou en totalité issu de l’article de Wikipédia en anglais intitulé « Atlanta, Illinois » (voir la liste des auteurs).